# Premila Kumar
Premila Kumar (née le 2 avril 1962 à Suva) est une femme politique fidjienne.

## Biographie
De 2006 à 2018, en poste comme dirigeante de l'organisation des consommateurs de Fidji, elle convainc le gouvernement de créer un tribunal dédié aux plaintes de consommateurs. Elle fonde également l'Alliance Nationale pour une Vie Saine.
Elle intègre le parti politique Fidji d'abord.
Le 22 novembre 2018, elle devient ministre des collectivités locales, du logement et du développement local après les élections législatives. En 2019, son ministère inclut l'industrie, le commerce et le tourisme.
Le 24 août 2021, elle devient ministre de l'éducation, du patrimoine et des arts, un ministère fusionné avec celui des collectivités locales. Le ministère du logement et du développement local est repris par Aiyaz Sayed-Khaiyum. En mai 2022, elle affirme que Fiji n'est pas sous influence indienne.

## Prix et récompenses
- 2010 : Femme la plus influente de l'année, Fiji Times
- 2015 : Executive Woman of the Year Award, Women in Business